# Loveless
Loveless (russisk: Нелюбовь) er en spillefilm fra 2017 af Andrej Zvjagintsev.

## Medvirkende
- Marjana Spivak som Zjenja
- Aleksej Rozin som Boris
- Matvej Novikov som Aljosja
- Aleksej Fatejev som Ivan
- Marina Vasiljeva som Masja